# Pommernbugten
Pommernbugten (polsk: Zatoka Pomorska; tysk: Pommersche Bucht) er en bugt i den sydvestlige del af Østersøen ved kysten af Polen og Tyskland. 
Syd for bugten ligger Stettiner Haff, hvor floden Oder udmunder, og mellem disse to søområder ligger øerne Usedom/Uznam og Wollin, hvor tre sund knytter Pommernbugten og Stettiner Haff sammen: Dziwna, Świna og Peenestrom. Mod vest ligger den tyske ø Rügen og mod nord Bornholm.
Den største dybde i bugten er er kun 20 meter og saliniteten er cirka 8‰. Der er lavet en dybere vandvej over Pommernbugten fra havnen i Szczecin via floden Oder, Stettiner Haff og Świna, så at større skibe kan nå havnen i Świnoujście og Szczecin.
De vigtigste havnebyer er: 
- Szczecin
- Świnoujście
- Dziwnów
- Usedom
- Wolgast